# Derovatellus hancocki
Derovatellus hancocki är en skalbaggsart som beskrevs av Olof Biström 1981. Derovatellus hancocki ingår i släktet Derovatellus och familjen dykare. Inga underarter finns listade i Catalogue of Life.